# TNFRSF18
TNFRSF18 (англ. TNF receptor superfamily member 18) – білок, який кодується однойменним геном, розташованим у людей на короткому плечі 1-ї хромосоми.  Довжина поліпептидного ланцюга білка становить 241 амінокислот, а молекулярна маса — 26 000.
| 10         |  | 20         |  | 30         |  | 40         |  | 50         |
| ---------- |  | ---------- |  | ---------- |  | ---------- |  | ---------- |
| MAQHGAMGAF |  | RALCGLALLC |  | ALSLGQRPTG |  | GPGCGPGRLL |  | LGTGTDARCC |
| RVHTTRCCRD |  | YPGEECCSEW |  | DCMCVQPEFH |  | CGDPCCTTCR |  | HHPCPPGQGV |
| QSQGKFSFGF |  | QCIDCASGTF |  | SGGHEGHCKP |  | WTDCTQFGFL |  | TVFPGNKTHN |
| AVCVPGSPPA |  | EPLGWLTVVL |  | LAVAACVLLL |  | TSAQLGLHIW |  | QLRSQCMWPR |
| ETQLLLEVPP |  | STEDARSCQF |  | PEEERGERSA |  | EEKGRLGDLW |  | V          |

A: Аланін

C: Цистеїн

D: Аспарагінова кислота

E: Глутамінова кислота

F: Фенілаланін

G: Гліцин

H: Гістидин

I: Ізолейцин

K: Лізин

L: Лейцин

M: Метіонін

N: Аспарагін

P: Пролін

Q: Глутамін

R: Аргінін

S: Серин

T: Треонін

V: Валін

W: Триптофан

Кодований геном білок за функцією належить до рецепторів. 
Задіяний у таких біологічних процесах як апоптоз, поліморфізм. 
Локалізований у клітинній мембрані, мембрані.
Також секретований назовні.